# Aleksandra Krzyżanowska
Aleksandra Krzyżanowska (ur. 24 czerwca 1928 w Zaleszczykach, zm. 11 kwietnia 2012 w Warszawie) – polska numizmatyczka i muzeolog, znawczyni klasycznej numizmatyki antycznej.

## Życiorys
Urodzona na kresach II Rzeczypospolitej, w pokoleniowo oddanej tradycjom patriotycznym rodzinie Zahorskich, gimnazjum ukończyła w Warszawie podczas wojny. Natychmiast po jej zakończeniu podjęła w 1946 studia w dziedzinie archeologii na Uniwersytecie Warszawskim, uzyskując tytuł magistra archeologii klasycznej (1952) na podstawie pracy omawiającej numizmatyczną ikonografię dynastii Sewerów w zbiorach stołecznego muzeum. Już w trakcie studiów zapoczątkowała współpracę z warszawskim Muzeum Narodowym w charakterze dokooptowanego specjalisty w ówczesnym Dziale Sztuki Starożytnej (1948). Stałą pracę w tej instytucji podjęła od 1950 jako młodszy asystent Gabinetu Monet i Medali.
W 1967 uzyskała na stołecznym uniwersytecie tytuł doktora nauk humanistycznych w obronie pracy poświęconej mennictwu Antiochii Pizydyjskiej, która opublikowana w wersji francuskiej (1970), została doceniona w międzynarodowym środowisku numizmatyków. Od początku 1968 pełniła funkcję kustosza Działu Monet Antycznych w warszawskim Muzeum Narodowym, by w 1971 objąć w nim stanowisko kuratora Gabinetu Monet i Medali, które pełniła aż do przejścia na wcześniejszą emeryturę w 1986.  Równocześnie współdziałała z naukowymi instytucjami w swej dziedzinie, będąc wieloletnim członkiem zarządu Polskiego Towarzystwa Archeologicznego i Numizmatycznego oraz Komisji Numizmatycznej.
W zakresie udostępniania i popularyzowania wiedzy naukowej czynna była od 1966 w redakcji „Wiadomości Numizmatycznych”, należała do rady redakcyjnej „Biuletynu Numizmatycznego” (1966-1986), od 1981 uczestniczyła w redagowaniu „Prac i Materiałów Muzeum Archeologicznego i Etnograficznego w Łodzi”. W trakcie długotrwałej kariery zawodowej brała też udział w międzynarodowych spotkaniach numizmatycznych (konferencjach, sympozjach, kongresach), m.in. w Rzymie, Kopenhadze, Budapeszcie, Nowym Jorku, Brnie, prezentując tam wyniki swych badań naukowych. W kraju była uczestniczką sesji oraz imprez kulturalnych poświęconych numizmatyce; wiedzę tę propagowała również w licznych referatach i odczytach naukowych.
Współpracowała z Centrum Archeologii Śródziemnomorskiej Uniwersytetu Warszawskiego, sukcesywnie opracowując znaleziska monet odkrytych podczas prac polskich misji archeologicznych w basenie śródziemnomorskim. Osobiście uczestniczyła w pracach wykopaliskowych prowadzonych w syryjskiej Palmyrze i egipskim Tell Atrib, co łączyło się z badaniami nad mennictwem palmyreńskim i hellenistycznego Egiptu. Na jej dorobek naukowy składa się ok. 150 publikacji w postaci monografii, artykułów, katalogów, recenzji.
W uznaniu zasług odznaczono ją w 1987 Krzyżem Kawalerskim Orderu Odrodzenia Polski. Wcześniej została przez ministerstwo kultury wyróżniona Odznaką Zasłużonego Działacza Kultury (1978) i Złotą Odznaką za Opiekę nad Zabytkami (1982); ponadto Polskie Towarzystwo Archeologiczne i Numizmatyczne przyznało jej medal Zasłużonego dla Numizmatyki Polskiej. 

## Wybrane publikacje
- Monnaies coloniales d'Antioche de Pisidie. Travaux du Centre d'Archéologie Méditerranéenne de l'Académie Polonaise, 7. Varsovie: Państwowe Wydawnictwo Naukowe, 1970
- Les monnaies de Palmyre: leur chronologie et leur rôle dans la circulation monétaire de la région. W: Les monnayages syriens (red. Ch. Augé). Beyrouth: Institut Français d'Archéologie du Proche-Orient, 2002, s. 167-173
- Numizmatyka. W: Vademecum historyka starożytnej Grecji i Rzymu. T. 1 (red. E. Wipszycka). Warszawa: PWN, 1982, s. 233-304
- Sylloge Nummorum Graecorum, Poland. Vol. II: The National Museum in Warsaw, Part 1 – The Northern Black Sea Coast: Chersonesus–Bosporus. Kraków: Polska Akademia Umiejętności, 2015 [współautorstwo]
- Skarb denarów rzymskich z Drzewicza. Wrocław: Ossolineum, 1976
- Skarb denarów rzymskich z Golubia nad Drwęcą. „Wiadomości Numizmatyczne”, t. 4 (1960), nr 3, s. 129-207
- Ikonografia rodziny Sewerów na monetach rzymskich jako wyraz sztuki rzymskiej na przełomie II i III wieku. „Rocznik Muzeum Narodowego w Warszawie”, t. 2 (1957), s. 175-252
- Monety rzymskie i bizantyjskie znalezione w czasie wykopalisk na grodzisku Odercy (Bułgaria). „Slavia Antiqua”, t. XXIX (1983), s. 179-203